# Clara Gallistl

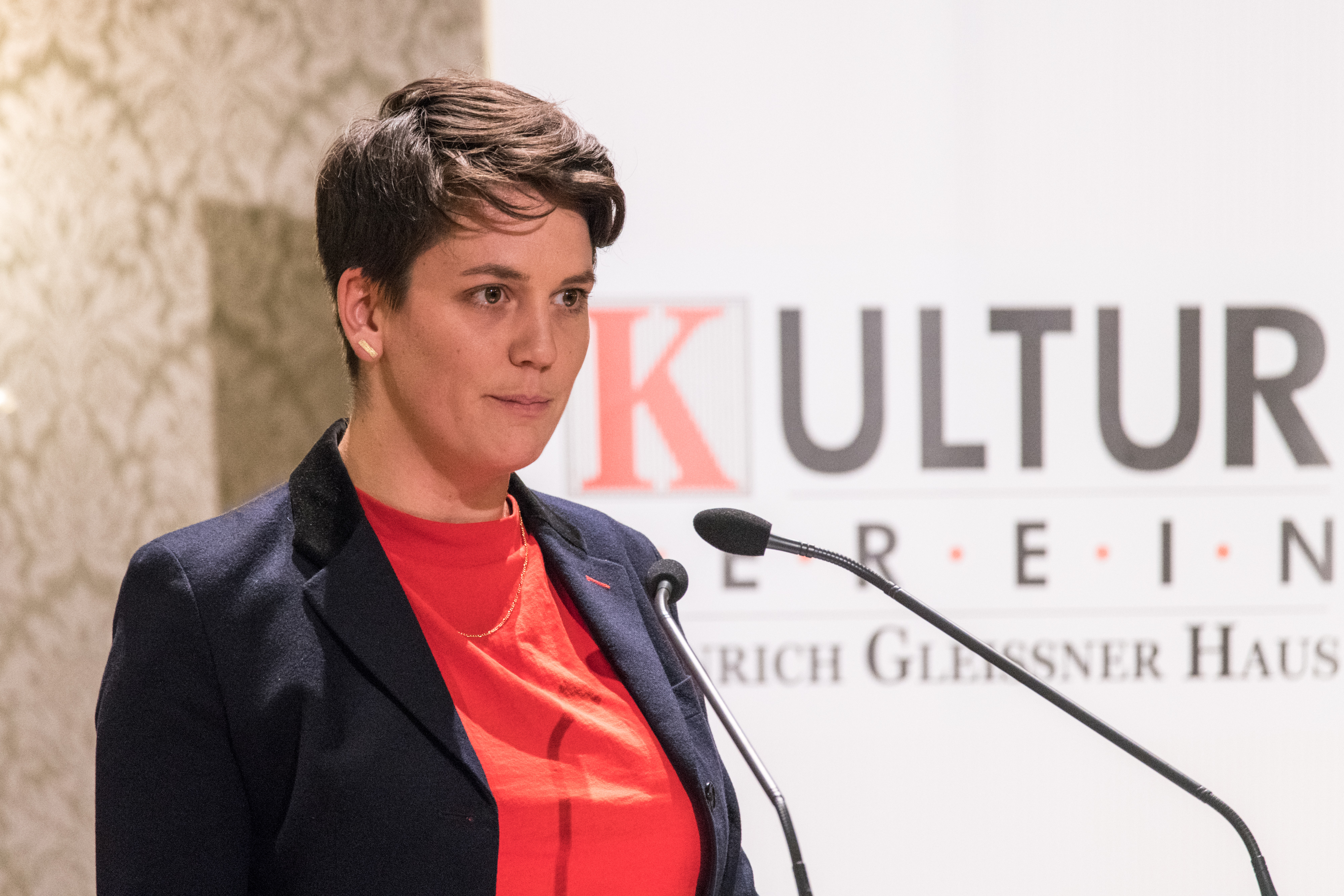
Clara Gallistl (2019)

Clara Gallistl (* 1988 in Linz) ist eine österreichische nichtbinäre Person, die in der Kulturarbeit tätig ist und sich für soziale Gerechtigkeit am Theater und Gleichstellung für benachteiligte Gruppen engagiert.

## Leben und Wirken
Clara Gallistl wuchs in Oberösterreich auf. An der Universität Wien und der Universität Nottingham studierte Gallistl Germanistik. 2009 war Clara Gallistl Mitgründer und bis 2013 Autor des Magazins der Audimax-Bewegung über.morgen, welches 2013 mit dem Nachwuchspreis des „New Media Journalism Award“ ausgezeichnet wurde. Von 2009 bis 2011 arbeitete Gallistl unter Matthias Hartmann als Dramaturgieassistent am Wiener Burgtheater und am Akademietheater. Im Jahr 2013 verfasste Gallistl eine Magisterarbeit zu Peter Handkes Theaterkonzeption. Von 2015 bis 2019 betrieb Clara Gallistl den Theaterkritik-Blog callisti1010.com. 2016 gründete Gallistl die „Neue Wiener Theaterkritik“, als Theaterkritik-Netzwerk und Publikumsverein.
Seit 2015 ist Clara Gallistl im Kulturmanagement tätig. Gallistl erhielt ein Startstipendium für Kulturmanagement durch das österreichische Bundeskanzleramt, war redaktionelle und konzeptionelle Mitarbeiterin am EU-Projekt „EMEE - European Museums Exhibiting Europe“ und erhielt 2016 im Zuge des Hans-Gratzer-Stipendiums ein Stipendium bei Falk Richter am Schauspielhaus Wien.
Gallistl ist seit 2016 Dramatiker und Intendant der Volksbühne Wien, wo mit einem diversen Team die Arbeitsweise an Theatern hinterfragt wird. Das Theaterstück Gold Schlamm Entertainment, für welches Gallistl den Text verfasste, erhielt 2016 den Publikumspreis beim Newcomer Award des Theater Drachengasse.
Im Bundesministerium für Kunst, Kultur, öffentlichen Dienst und Sport war Clara Gallistl im Staatssekretariat von Andrea Mayer von 2020 bis 2022 als Referent tätig, betreute dort u. a. den Fairness Prozess und wirkte strategisch für PR und Community-Building am Aufbau der Vertrauensstelle VERA (Eigenschreibweise: vera*) mit. 
Von November 2022 bis Mai 2023 arbeitete Clara Gallistl im Kulturmanagement bei Werk X.
Von Oktober 2023 bis Ende März 2024 leitete Gallistl die Vertrauensstelle VERA (Eigenschreibweise: vera*) als Geschäftsführer.
Clara Gallistl lebt und arbeitet in Wien.

## Theaterstücke
- 2016 Ein Kreuzerl machen. (Regie), von Lisa Furtner. Café Benno (Volksbühne Wien)
- 2016 Gold Schlamm Entertainment. (Text). Theater Drachengasse, Wien[1]
- 2016 Süße Wiener Dunkelheit / tiefheller See. (Text). Solostück über Emilie Flöge im Auftrag der Klimt-Foundation[15][16]

## Politisches Engagement
Bei der Nationalratswahl 2017 kandidierte Gallistl für die Liste Jetzt – Liste Pilz, erreichte jedoch kein Mandat.

## Publikationen
- Das COMMUNITY BUILDING Handbuch. gemeinsam mit Verena Strasser und Sophia Hochedlinger. Verlag epubli, 2019. ISBN 978-3-7485-5696-1.
- Wien: wenig Geld, viel erleben! gemeinsam mit Wolfgang Rössler, Diane Naar-Elphee und Walter M. Weiss. Mairdumont Verlag, 5. Auflage 2019. ISBN 978-3-8297-0248-5.

## Auszeichnungen
- 2016 Publikumspreis beim Newcomer Award des Theater Drachengasse für Gold Schlamm Entertainment.[1][18]
- 2023 Wiener Frauenpreis in der Kategorie Alltagsheldinnen[19][20]

## Fußball-Leidenschaft
Gallistl ist seit Kindheitstagen Fußballfan und engagierte sich beim SK Rapid Wien für die 2022 vom Präsidium beschlossene Schaffung einer Frauenfußball-Mannschaft.